# Giuseppe Martucci

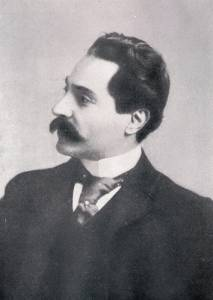
Giuseppe Martucci.

Giuseppe Martucci (nabij Capua (Campania), 6 januari 1856 – Napels, 1 juni 1909) was een Italiaanse componist, dirigent, pianist en leraar. In tegenstelling tot andere Italiaanse componisten van zijn generatie schreef hij geen opera’s, maar instrumentale muziek en liederen, en hij componeerde ook een oratorium, Samuel. Martucci was een instrumentalist en stelde 'absolute muziek' als zijn hoogste doel.

## Levensloop
Martucci leerde de basisprincipes van de muziek van zijn vader, Gaetano, die trompet speelde. Hij gaf al uitvoeringen op de piano vanaf zijn tiende jaar. Vanaf zijn elfde studeerde hij aan het Conservatorio di San Pietro a Majella di Napoli van Napels, op aanbeveling van professor Beniamo Cesi, zelf een vroegere student van Sigismund Thalberg. Martucci studeerde compositie bij Paolo Serrao. Vanaf 1880 gaf hij er zelf les en hij werd directeur van het Conservatorio di San Pietro a Majella di Napoli in 1902. Een van zijn studenten was Ottorino Respighi. Hij werd ook nog directeur van het conservatorium in Bologna.
Martucci’s carrière als een internationaal pianist begon in Engeland, toen hij 19 was, in 1875. Zijn carrière als dirigent begon in 1881. Als dirigent hielp hij met het bekend maken van de opera’s van Richard Wagner, en dirigeerde de eerste Italiaanse uitvoering van Tristan en Isolde in 1888 in Bologna. Hij dirigeerde misschien ook wel het enige concert van uitsluitend Britse orkestrale muziek op het Europese continent in de periode 1851–1900, en nam muziek van Brahms, Lalo, Goldmark en anderen op in zijn programma.

## Invloed
Zijn muziek is voornamelijk beïnvloed door het werk van Brahms en Schumann. Arturo Toscanini werd in het tweede gedeelte van zijn carrière een belangrijk voorvechter van Martucci. Gian Francesco Malipiero zei van Martucci's tweede symfonie dat het "het begin van de geboorte van Italiaanse muziek die geen opera is" was. Het Internationaal Muziekmuseum en bibliotheek in Bologna besteedt aandacht aan zijn leven en werk.

## Geselecteerde werken

### Algemeen
- Sonates voor orgel, viool, piano en cello
- Liederen-cycli waaronder La Canzone dei Ricordi (voor mezzosopraan en orkest; misschien wel zijn belangrijkste werk, 1886-87)
- Veel kamermuziek, veelal met piano (waaronder een kwintet en twee trio’s).

### Op opusnummer
- Pianoconcert nr. 1 in d, Op. 40 (1878)
- Pianokwintet in C, Op. 45
- Canzonetta voor orkest, Op. 55, nr. 1 (1883)
- Gavotte voor piano, Op. 55, nr. 2 (1888)
- Serenade voor piano (of orkest), Op. 57, nr. 1 (1886)
- Menuet voor orkest, Op. 57, nr. 2 (1880)
- Momento musicale op. 57 n. 3 (1883)
- Pianotrio in C, Op. 59
- Prelude, Toccata en Gigue voor klein orkest, Op. 61
- Pianoconcert nr. 2 in bes, Op. 66 (1885)
- Nocturne, Op. 70 nr.1 (1888)
- Symfonie nr. 1 in d, Op. 75 (1895)
- Symfonie nr. 2 in F, Op. 81 (1904)

- Bibsys: 7079543
- Biblioteca Nacional de España: XX5018152
- Bibliothèque nationale de France: cb138971641 (data)
- Catàleg d'autoritats de noms i títols de Catalunya: 981058510389806706
- CiNii: DA11448153
- Gemeinsame Normdatei: 116811757
- International Standard Name Identifier: 0000 0001 0653 161X
- Library of Congress Control Number: n82235670
- Nationale Bibliotheek van Letland: 000305399
- MusicBrainz: 08783795-f9bf-4f36-9b4b-343ed9a8bb8b
- Nationale Bibliotheek van Tsjechië: xx0086508
- Nationale Bibliotheek van Israël: 987007284371205171
- Nederlandse Thesaurus van Auteursnamen: 096971843
- Istituto Centrale per il Catalogo Unico: CFIV067480
- SNAC: w6xp7gmm
- Système universitaire de documentation: 159125251
- Virtual International Authority File: 14958981
- WorldCat: E39PBJcWwTT4dTbCHPwWrYQyVC